# Escuela de Calderón

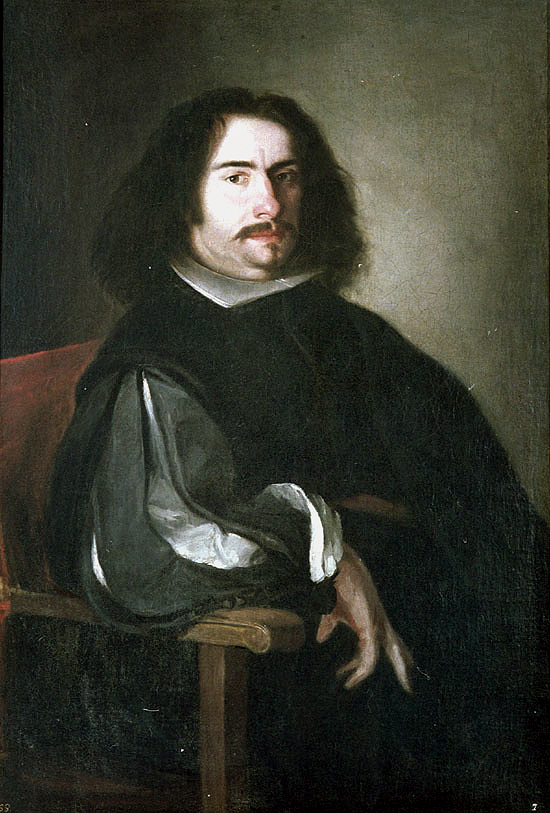
Agustín Moreto, el mejor de los dramaturgos de la escuela de Calderón.

Se conoce como escuela de Calderón al conjunto de dramaturgos caracterizados por seguir el estilo de las obras de Calderón de la Barca y que escribieron, en general, en la segunda mitad del siglo XVII, aunque esta corriente siguió en vigor en el siglo XVIII.
El teatro español del Siglo de Oro suele dividirse en dos tendencias que corresponden a dos épocas: la escuela de Lope de Vega, formada por quienes siguieron el modelo de comedia nacional creada por este en la primera mitad del siglo XVII, y la escuela de Calderón. Entre los primeros destacan Guillén de Castro, Antonio Mira de Amescua, Luis Vélez de Guevara, Juan Ruiz de Alarcón y Tirso de Molina; entre los segundos, Agustín Moreto y Rojas Zorrilla son sus máximos representantes, aunque cabría citar también a otros autores de menor renombre, como Álvaro Cubillo de Aragón, Antonio de Solís y Rivadeneyra, Juan de Matos Fragoso, Antonio Coello y Ochoa, Juan Bautista Diamante, Juan de la Hoz y Mota, Francisco de Leiva, Antonio Enríquez Gómez, Agustín de Salazar, Juan de Zabaleta, Sor Juana Inés de la Cruz y Francisco Bances Candamo.

## Caracterización
Hacia 1640, muerto Lope hacía unos años, Calderón se erigía como el más prestigioso autor teatral, y se le reconocía unánimemente la primacía en la construcción de los argumentos; gozaba del aplauso del público y la admiración de la crítica. En este contexto, quienes aspiraban hacerse un nombre entre los poetas dramáticos de España, no podían sino emular su estilo. Calderón había escrito ya textos de enredo de hábil intriga como La dama duende, dramas históricos (El príncipe constante, ambos de 1629); teológicos (La devoción de la cruz, 1634 y El mágico prodigioso, 1637); de honor (A secreto agravio secreta venganza, 1636; El médico de su honra, 1637); obras filosóficas (La vida es sueño, 1636) y autos sacramentales tan admirados como La cena del rey Baltasar (1632) y El gran teatro del mundo (hacia 1635). Gran parte de sus obras maestras estaban escritas y sus rasgos comunes fueron adoptados por sus seguidores. Entre las características de esta escuela, se pueden mencionar:
- Exigencia en la construcción dramática en mayor medida que los dramaturgos de la escuela lopesca, de la que se destacaba, por el contrario, su espontaneidad y capacidad creadora. Factor que contribuyó a este mayor rigor en lo estructural es la intensificación del debate teórico que generó la aparición de la propia comedia nueva de Lope y las preceptivas poéticas neoaristotélicas publicadas en el siglo XVII desde la Filosofía antigua poética de Alonso López Pinciano (1596) y las Tablas poéticas (1617) de Francisco Cascales, incluyendo la propia traducción al español de la Poética de Aristóteles editada en 1626.
- Imitación de obras anteriores, generalmente de la escuela de Lope (aunque también de sus contemporáneos), para refundirlas, lo cual supuso, en general, un perfeccionamiento de sus modelos, aunque no fue siempre así, ya que la calidad de los autores condiciona necesariamente este aspecto: El mejor representante, san Ginés es inferior a Lo fingido verdadero de Lope; sin embargo El lindo don Diego de Agustín Moreto es mejor que El Narciso en su opinión de Guillén de Castro en la que se basa. A veces se ha acusado a los autores de la escuela de Calderón de falta de originalidad, pero hay que tener en cuenta que en la literatura de raigambre renacentista y barroca el concepto de imitación de los clásicos era axial, por lo que hay que juzgar este procedimiento en su contexto, con una perspectiva alejada del concepto actual, de origen romántico, de originalidad como valor intrínseco.
- Empleo de figuras literarias propias del culteranismo, frecuentemente a través del tamiz de Calderón, sobre todo en descripciones y lances amorosos o de gran emotividad, pero habitualmente integrados estructuralmente en los temas de la comedia.
- Subordinación de los elementos individuales a la unidad del conjunto dramático. Esfuerzo de simplificación de la trama y reducción del número de personajes.
- Influencia del teatro cortesano para el que aspiraban a escribir estos autores, siguiendo la trayectoria de Calderón. El gusto popular y el de la corte se influían recíprocamente.
- Mayor atención al decoro poético, que suponía tratar con adecuación los registros lingüísticos a las caracterizaciones de los personajes, pero que también implicaba un mayor refinamiento de los recursos cómicos y escénicos, y una preocupación en aumento por no violentar el buen gusto.
- Búsqueda de la reflexión intelectual. Fundamentalmente en los dramas y tragedias, de carácter histórico, palatino o teológico, pero también en las comedias, se persigue que la trama incite al pensamiento filosófico o al menos a la reflexión moral. Si la escuela de Lope pretendía fundamentalmente emocionar al público, la de Calderón promueve sobre todo hacerle pensar.

## Autores

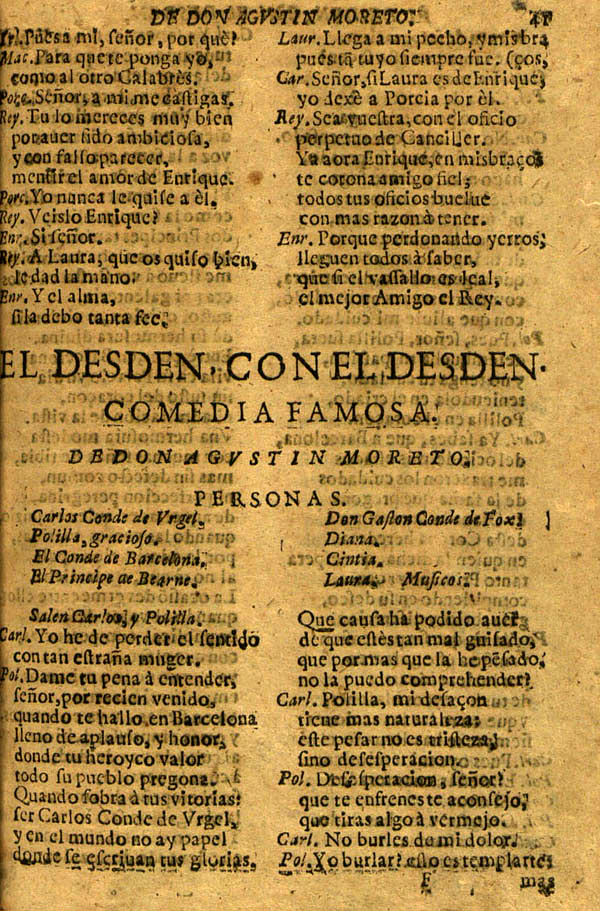
Segunda edición de El desdén, con el desdén, publicada en 1677.

### Agustín Moreto
El más destacado de los dramaturgos de la escuela calderoniana, calificado por Baltasar Gracián como «el Terencio español», sobresalió en la comedia, en donde muestra sus mejores cualidades: diálogos fluidos e intrigas muy bien construidas. El desdén, con el desdén (1653-1654) es una de las mejores comedias palatinas del teatro español, junto con El vergonzoso en palacio (1606-1612) de Tirso de Molina y El perro del hortelano (1613-1618) de Lope de Vega.
El desdén, con el desdén pudo ser una revisión de otra excelente comedia suya de parecido asunto, El poder de la amistad (1652). En El desdén... se construye una perfectamente graduada comedia palaciega, en un ambiente refinado, y con un excelente tratamiento de la psicología de los personajes. Diana, mujer culta y heredera del condado de Barcelona, ha decidido rechazar cualquier amor. Carlos, conde de Urgel, fingiendo un desdén mayor por ella que el que Diana muestra hacia los hombres, logra conquistar su resistencia. El gracioso Polilla es personaje importante, y ya no actúa como mero gracioso o comparsa, sino que a veces toma la iniciativa de la estrategia de su amo. Su otra obra maestra es una comedia de figurón, El lindo don Diego (1662). También compuso magníficas comedias de capa y espada, como No puede ser (también citada como No puede ser el guardar una mujer) o El parecido en la corte.
Entre sus obras de carácter grave siempre se ha mencionado la comedia de santos San Franco de Sena que tiene influencias de El condenado por desconfiado de Tirso de Molina. Otras buenas tragedias de final feliz (como era habitual en el barroco español) son El defensor de su agravio, Primero es la honra y Antíoco y Seleuco. Muy interesante es su visión de El licenciado Vidriera, que transforma la novela ejemplar cervantina en un drama de crítica social.

### Rojas Zorrilla
Si Moreto ha sido reconocido por sus comedias, Francisco de Rojas Zorrilla ha sido estudiado sobre todo por su teatro serio, aunque es inferior al cómico. La mejor comedia de Rojas Zorrilla es del subgénero de figurón: Entre bobos anda el juego (1638), ingeniosa y divertida, con un hábil manejo del equívoco; también es una insuperable comedia Abrir el ojo. Otras de sus buenas obras de capa y espada son Donde hay agravios no hay celos, y amo criado (donde se invierten los papeles del gracioso y el galán), Lo que son mujeres (que finaliza, inusitadamente, no queriendo casarse los personajes), Abre el ojo y No hay amigo para amigo. Pueden citarse también otras comedias no exactamente de capa y espada, como Don Diego de noche y Obligados y ofendidos y gorrón de Salamanca.
En su teatro serio descuellan dos obras: Del rey abajo ninguno, 1651 (también llamada García del Castañar) y Cada cual lo que le toca (escrita antes de 1644). La primera es una comedia de villano noble, al estilo del Peribáñez y el Comendador de Ocaña de Lope de Vega o El alcalde de Zalamea de Calderón, y supone la mejor obra de este género de entre los seguidores del teatro de este último. La segunda es más patética, pero toda tratada con una gran sensibilidad, a pesar de que no gozó el favor del público de su tiempo. Trata dilemas morales que todavía siguen vigentes donde una mujer mancillada toma venganza de sangre por su propia mano matando a quien la violó, y ello le reporta el perdón de su marido. Pese a cierto énfasis en lo trágico y macabro, siguiendo los pasos de la dramaturgia senequista, de la que Rojas Zorrilla era un consciente discípulo, su tratamiento de la hipocresía de las sociedades que conceden un valor excesivo a la virginidad de la mujer antes del matrimonio en Cada cual..., es de gran modernidad para su época.

### Otros dramaturgos
Otros ingenios de la escuela de Calderón que cabe mencionar son:
- Álvaro Cubillo de Aragón. Su mejor obra es una exquisita comedia, Las muñecas de Marcela, cuya heroína, muy joven, habla con sus muñecas, que funcionan casi como personajes de la obra. Otra estupenda comedia suya es El señor de las noches buenas, que critica la idea de primogenitura. Entre sus obras graves cabe mencionar su Tragedia del duque de Berganza, drama histórico ambientado en Portugal, y Los desagravios de Cristo, curiosa obra en la que se dan historia bíblica y romana, y reflexiones neotestamentarias.

- Juan de Matos Fragoso. Buen constructor de argumentos y excelente poeta culterano destaca por una obra de honra villana, refundición de El villano en su rincón de Lope titulada El sabio en su retiro y villano en su rincón. El marido de su madre trata el complejo de Edipo, aunque con las restricciones obligadas por su época, ya que no es el incesto su asunto. Otras obras de interés de Matos Fragoso son Lorenzo me llamo, y carbonero de Toledo y la comedia El galán de su mujer.

- Antonio de Solís y Ribadeneyra. Cronista Real de Indias, de cuyo trabajo es fruto la Historia de la conquista de Méjico, y progresos de la América septentrional, conocida por el nombre de Nueva España (Madrid, 1684), consideró (como muchos de los escritores de este tiempo) el teatro y la poesía cono una ocupación menor. Escribió muchas obras teatrales en colaboración. Entre sus obras de autoría única cabe citar Las amazonas sobre las míticas guerreras, Triunfos de amor y fortuna, compleja obra cortesana sobre los mitos de Endimión y Psique, y Eurídice y Orfeo. Entre sus comedias la más lograda es El amor al uso, comedia de enredo y sátira de enamorados quejicas. También merecen citarse otras como Un bobo hace ciento, Amparar al enemigo o Amor y obligación. Continuó una inacabada comedia de Luis de Góngora, El doctor Carlino y consiguió hacer de ese fragmento una acabada y muy divertida comedia de figurón en la estela de la tradición celestinesca.

- Antonio Coello y Ochoa. Aunque a veces se adscribe a la escuela lopesca, compuso sus obras dramáticas según los métodos utilizados por Calderón. Suele destacarse una extraña tragedia, El conde de Sex, sobre los presuntos amores de Isabel I de Inglaterra y Robert Devereux, II conde de Essex, y la muerte de este; notable por su manejo del decoro poético que obliga a que toda la pasión que la reina siente por el conde se explicite solamente en apartes al público, sin que él sepa jamás del amor que siente Isabel I por él. Esta tragedia es modélica por su dignidad y majestuosidad, y por el tratamiento del dilema entre pasión y deber, y es superior a The Unhappy Favourite, or the Earl of Essex de John Banks, que posee parecidas cualidades.

- Juan Bautista Diamante. La mayor parte de sus obras son refundiciones de obras de la escuela lopesca. Su obra más conseguida es El honrado de su padre, versión de Las mocedades del Cid de Guillén de Castro. Otras obras notables son La reina María Estuarda y la comedia Cuánto mienten los indicios, y ganapán de desdichas. Entre sus comedias de santos se puede mencionar La Magdalena de Roma.

- Francisco Bances Candamo. El último gran literato del Siglo de Oro escribió sus comedias a partir del año 1685, con lo que habría que revisar la idea de la decadencia de la literatura áurea española en la segunda mitad del siglo XVII. Muchos de los dramaturgos de la escuela calderoniana escribieron sus obras en este periodo y Bances Candamo compuso gran parte de sus obras en la última década de este siglo. Aunque es conocido fundamentalmente por su obra de preceptiva teatral Teatro de los teatros de los pasados y presentes siglos, escribió muy importantes obras dramáticas en las que se preocupó de unir la perfección formal con el comentario político hacia el rey Carlos II, sin apartarse del obligado decoro poético. La primera obra que se conoce de Bances es Por su rey y por su dama (1685), que fue representada en el palacio del Buen Retiro. Esta y otras obras le valieron ser nombrado dramaturgo oficial del rey, aunque posteriormente renunció a esa distinción. Su obra maestra es la trilogía de obras políticas que representó para Carlos II entre octubre de 1692 y enero de 1693, cuya primera obra, El esclavo en grillos de oro, era una sátira del mal gobierno del rey y un intento de que nombrara un heredero para la Corona española. La segunda, la zarzuela Cómo se curan los celos, y Orlando furioso ataca a los borbones, que pugnaban por suceder a los Austrias en el trono de España. Finalmente, en La piedra filosofal, su temeridad llegó demasiado lejos, al inmiscuirse demasiado en el problema sucesorio. Es probable que esta obra le obligara a exiliarse de la Corte. Su última obra, ¿Cuál es afecto mayor, lealtad, o sangre, o amor? vuelve a intentar influir en la política regia y quizá la decepción sufrida le llevara a no volver a escribir para las tablas.

La nómina de autores de la escuela de Calderón podría ampliarse con muchos más nombres, de entre ellos merecen nombrarse Juan de la Hoz y Mota, Francisco de Leiva, Antonio Enríquez Gómez, Agustín de Salazar, Juan de Zabaleta y Sor Juana Inés de la Cruz, cuya obra dramática, debido a su condición de monja y de que toda su vida transcurrió en el virreinato de Nueva España (actual México), ha suscitado la atención de la crítica entre sus coterráneos. Sus loas poseen originalidad, no son malos sus autos sacramentales y su comedia Los empeños de una casa es hábil y entretenida.